# Saison 7 de 9-1-1
Chronologie
Saison 6 Saison 8
Cet article présente le guide des épisodes de la septième saison de la série télévisée américaine 9-1-1.

## Généralités
- Aux États-Unis, cette saison de dix épisodes est diffusée du 14 mars au 30 mai 2024 sur le réseau ABC, après l'annulation de la série sur la Fox[1].

## Distribution

### Acteurs principaux
- Angela Bassett (VF : Maïk Darah) : Athena Grant
- Peter Krause (VF : Guillaume Orsat) : Robert « Bobby » Nash
- Jennifer Love Hewitt (VF : Sophie Arthuys) : Maddie Buckley
- Oliver Stark (VF : Franck Lorrain) : Evan « Buck » Buckley
- Kenneth Choi (VF : Marc Perez) : Howard « Chimney » Han
- Aisha Hinds (VF : Laura Zichy) : Henrietta « Hen » Wilson
- Ryan Guzman (VF : Pascal Nowak) : Edmundo « Eddie » Diaz
- Gavin McHugh (VF : Gwenaelle Jegou) : Christopher Diaz

### Acteurs récurrents
- Tracie Thoms (VF : Ilana Castro) : Karen Wilson
- Bryan Safi (VF : Sébastien Ossard) : Josh Russo
- Lou Ferrigno, Jr. : Tommy Kinard
- Anirudh Pisharody : Ravi Panikkar
- Edy Ganem : Marisol
- Declan Pratt : Denny Wilson
- Askyler Bell : Mara Driskell (épisodes 5, 7, 9 et 10)
- Malcolm-Jamal Warner : Amir Casey (épisodes 7 à 10)

### Invités
- Devin Kelley (VF : Nathalie Gazdik) : Shannon Diaz / Kim (épisodes 1, 7 et 9)
- Elijah M. Cooper : Harry Grant (épisodes 4, 8 et 10)
- Corinne Massiah (VF : Cécile Gatto) : May Grant (épisodes 8 et 10)
- Brian Thompson (VF : Jean-Bernard Guillard) : Capitaine Vincent Gerrard (épisodes 9 et 10)
- Veronica Falcón (VF : Dominique Dumont) : Councilwoman Olivia Ortiz (épisode 9)

## Épisodes

### Épisode 1:Croisière de rêve
- États-Unis /  Canada : 14 mars 2024 sur ABC / Global
- Suisse : 11 août 2024 sur RTS 1
- France : 27 août 2024 sur M6

- États-Unis : 4,93 millions de téléspectateurs (première diffusion)

### Épisode 2:Quand vient l'orage
- États-Unis /  Canada : 21 mars 2024 sur ABC / Global
- Suisse : 11 août 2024 sur RTS 1
- France : 27 août 2024 sur M6

- États-Unis : 5,42 millions de téléspectateurs (première diffusion)

### Épisode 3:Tout chavire
- États-Unis /  Canada : 28 mars 2024 sur ABC / Global
- Suisse : 18 août 2024 sur RTS 1
- France : 3 septembre 2024 sur M6

- États-Unis : 5,53 millions de téléspectateurs (première diffusion)

### Épisode 4:Mon meilleur ami
- États-Unis /  Canada : 4 avril 2024 sur ABC / Global
- Suisse : 18 août 2024 sur RTS 1
- France : 3 septembre 2024 sur M6

- États-Unis : 4,76 millions de téléspectateurs (première diffusion)

### Épisode 5:Qui suis-je?
- États-Unis /  Canada : 11 avril 2024 sur ABC / Global
- Suisse : 25 août 2024 sur RTS 1
- France : 10 septembre 2024 sur M6

- États-Unis : 4,61 millions de téléspectateurs (première diffusion)

### Épisode 6:Very badAmnésie
- États-Unis /  Canada : 2 mai 2024 sur ABC / Global
- Suisse : 25 août 2024 sur RTS 1
- France : 10 septembre 2024 sur M6

- États-Unis : 4,28 millions de téléspectateurs (première diffusion)

### Épisode 7:Les fantômes de la seconde chance
- États-Unis /  Canada : 9 mai 2024 sur ABC / Global
- Suisse : 1er septembre 2024 sur RTS 1
- France : 17 septembre 2024 sur M6

- États-Unis : 4,39 millions de téléspectateurs (première diffusion)

### Épisode 8:Étape 9
- États-Unis /  Canada : 16 mai 2024 sur ABC / Global
- Suisse : 1er septembre 2024 sur RTS 1
- France : 17 septembre 2024 sur M6

- États-Unis : 3,69 millions de téléspectateurs (première diffusion)

- Juliana Aidén Martinez : Fernanda

### Épisode 9:Sous les cendres
- États-Unis /  Canada : 23 mai 2024 sur ABC / Global
- Suisse : 8 septembre 2024 sur RTS 1
- France : 24 septembre 2024 sur M6

- États-Unis : 4,54 millions de téléspectateurs (première diffusion)

### Épisode 10:Quand tout s'effondre
- États-Unis /  Canada : 30 mai 2024 sur ABC / Global
- Suisse : 8 septembre 2024 sur RTS 1
- France : 24 septembre 2024 sur M6

- États-Unis : 5,19 millions de téléspectateurs (première diffusion)

## Audiences aux États-Unis
| N° d'épisode | Titre original                | Titre français                    | Chaîne | Date de diffusion originale | Audience (en millions de téléspectateurs) | Pdm sur les 18-49 ans |
| ------------ | ----------------------------- | --------------------------------- | ------ | --------------------------- | ----------------------------------------- | --------------------- |
| 1            | Abandon Ships                 | Croisière de rêve                 | ABC    | 14 mars 2024                | 4.93                                      | 0.6                   |
| 2            | Rock the Boat                 | Quand vient l'orage               | ABC    | 21 mars 2024                | 5.42                                      | 0.5                   |
| 3            | Capsized                      | Tout chavire                      | ABC    | 28 mars 2024                | 5.53                                      | 0.6                   |
| 4            | Buck, Bothered and Bewildered | Mon meilleur ami                  | ABC    | 4 avril 2024                | 4.76                                      | 0.6                   |
| 5            | You Don't Know Me             | Qui suis-je ?                     | ABC    | 11 avril 2024               | 4.61                                      | 0.6                   |
| 6            | There Goes the Groom          | Very bad Amnésie                  | ABC    | 2 mai 2024                  | 4.28                                      | 0.5                   |
| 7            | Ghost of a Second Chance      | Les fantômes de la seconde chance | ABC    | 9 mai 2024                  | 4.39                                      | 0.5                   |
| 8            | Step Nine                     | Etape 9                           | ABC    | 16 mai 2024                 | 3.69                                      | 0.4                   |
| 9            | Ashes, Ashes                  | Sous les cendres                  | ABC    | 23 mai 2024                 | 4.54                                      | 0.5                   |
| 10           | All Fall Down                 | Quand tout s'effondre             | ABC    | 30 mai 2024                 | 5.19                                      | 0.6                   |

## Audiences en France
| N° d'épisode | Titre français                    | Chaîne | Date de diffusion française | Audiences (en millions de téléspectateurs) | Part d'audience (4 ans et plus) | Part d'audience (FRDA-50) |
| ------------ | --------------------------------- | ------ | --------------------------- | ------------------------------------------ | ------------------------------- | ------------------------- |
| 1            | Croisière de rêve                 | M6     | 27 août 2024                | 1,65                                       | 8,7%                            | 18%                       |
| 2            | Quand vient l'orage               | M6     | 27 août 2024                | 1,65                                       | 8,7%                            | 18%                       |
| 3            | Tout chavire                      | M6     | 3 septembre 2024            | 1,73                                       | 8,7%                            | 18%                       |
| 4            | Mon meilleur ami                  | M6     | 3 septembre 2024            | 1,73                                       | 8,7%                            | 18%                       |
| 5            | Qui suis-je ?                     | M6     | 10 septembre 2024           |                                            |                                 |                           |
| 6            | Very bad Amnésie                  | M6     | 10 septembre 2024           |                                            |                                 |                           |
| 7            | Les fantômes de la seconde chance | M6     | 17 septembre 2024           |                                            |                                 |                           |
| 8            | Etape 9                           | M6     | 17 septembre 2024           |                                            |                                 |                           |
| 9            | Sous les cendres                  | M6     | 24 septembre 2024           |                                            |                                 |                           |
| 10           | Quand tout s'effondre             | M6     | 24 septembre 2024           |                                            |                                 |                           |